# (6318) Cronkite
(6318) Cronkite est un astéroïde de la ceinture principale aréocroiseur.

## Description
(6318) Cronkite est un astéroïde aréocroiseur. Il présente une orbite caractérisée par un demi-grand axe de 2,51 UA, une excentricité de 0,46 et une inclinaison de 25,9° par rapport à l'écliptique.

## Compléments